# سوسک نوئل
سوسک نوئل (نام علمی: Dendroctonus rufipennis) نام یک گونه از زیرخانواده سوسک‌های پوسته‌نشین است.